# Karol Adwentowicz

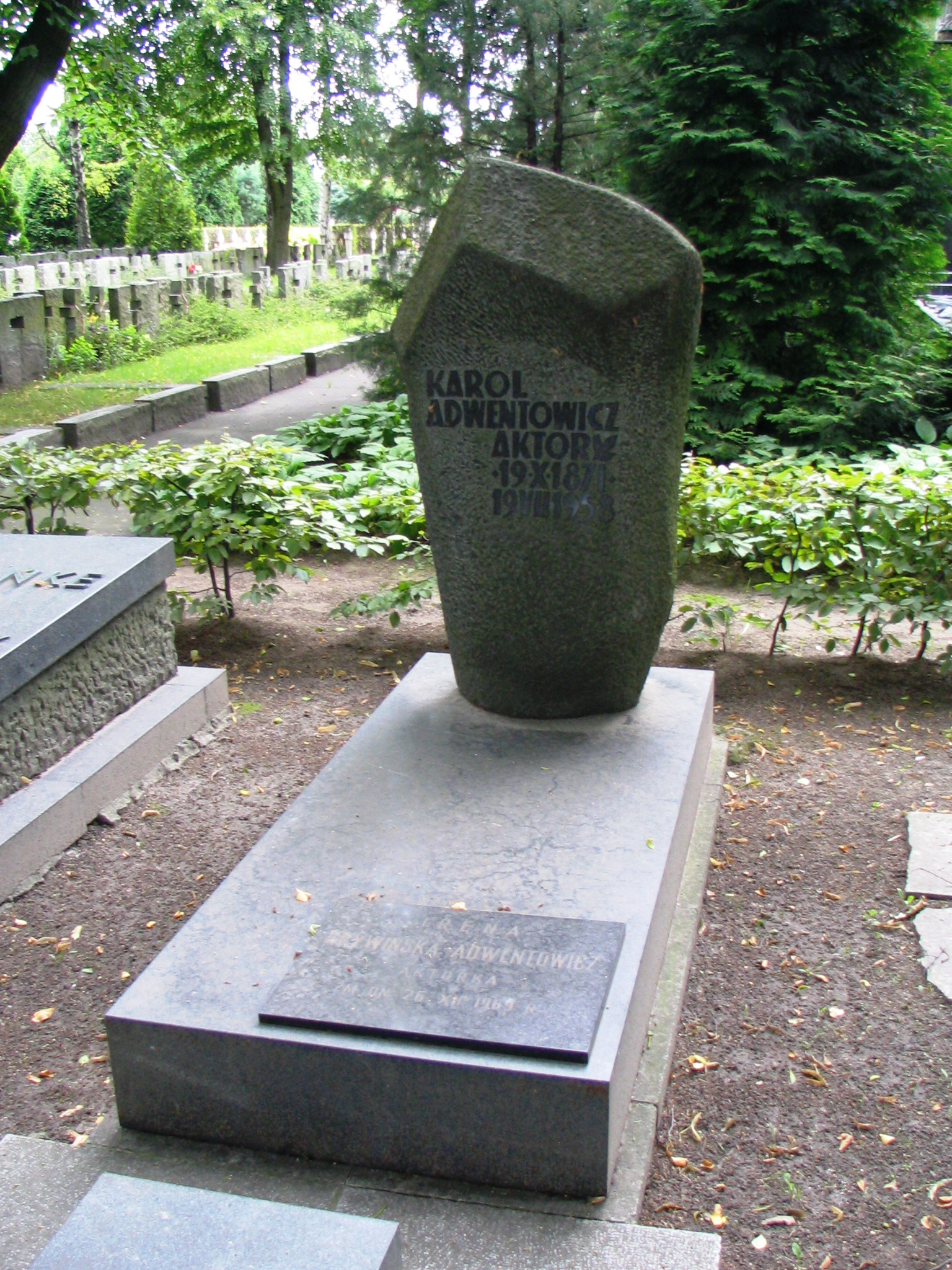
Grób Karola Adwentowicza i jego żony Ireny na Cmentarzu Wojskowym na Powązkach w Warszawie

Karol Adwentowicz, ps. Edwin (ur. 19 października 1871 w Wielogórze, zm. 19 lipca 1958 w Warszawie) – polski aktor i reżyser teatralny, dyrektor teatrów, m.in. Teatru Kameralnego w Warszawie. Reprezentant szkoły Tadeusza Pawlikowskiego przełomu XIX w XX wieku. Znany z charakterystycznej wibracji głosu. W filmie wystąpił zaledwie dwa razy. Jest zaliczany do grona wybitnych polskich aktorów tragicznych 1. połowy XX w., głównie z uwagi na stworzoną przez siebie kreację Hamleta w sztuce Williama Szekspira, w której występował przez 23 lata.

## Życiorys
Urodził się w Wielogórze, gdzie jego ojciec Antoni był właścicielem niewielkiego majątku ziemskiego. Po śmierci matki, Katarzyny z Lorensów (1874), został oddany pod opiekę jej przyjaciółki, zamieszkałej w Opocznie. Jako ośmioletni chłopiec przeprowadził się do Radomia, aby uczyć się w gimnazjum. Zadenuncjowany jako posiadacz zakazanych książek Mickiewicza i Słowackiego, został usunięty ze szkoły. Przeniósł się jednak do prywatnego gimnazjum prof. Biernackiego, które porzucił po dwóch latach nauki. Jako piętnastolatek wyjechał do Warszawy, gdzie rozpoczął pracę w fabryce motorów gazowych Machczyńskiego. W 1887 powrócił do Wielogóry, aby objąć gospodarstwo po zmarłym ojcu. Ostatecznie zdecydował się na kontynuację nauki, kończąc gimnazjum prof. Biernackiego i zdając maturę. Następnie pracował jako telegrafista, później urzędnik kolejowy.
Pierwsze kroki na scenie postawił w amatorskim teatrze K. Hoffmana w Radomiu. W 1893 związał się z wędrowną trupą teatralną L. Czystogórskiego. Zadebiutował 4 lutego 1894 w roli Edwina z Odludków i poety. Wiosną t.r. teatr Czystogórskiego wyjechał do Ostrowca, później do Suwałk. W latach 1895–1896 występował już w stałym teatrze w Częstochowie. Zajęcie to nie przynosiło jednak dochodu, pozwalającego na utrzymanie się. Wyczerpująca praca (zagrał wtedy ponad 30 ról) oraz złe warunki socjalne przyczyniły się do wyczerpania organizmu aktora. Leczył się w szpitalu w Mieni. Później powrócił do pracy, ale już mniej wytężonej. Występował w teatrach Poznania, Krakowa i Warszawy. Na przełomie 1898 i 1899 wyjechał z zespołem G. Morskiej i J. Popławskiego do Rosji, występując w wielu miastach imperium. W 1900 został zaangażowany do zespołu Teatru Miejskiego we Lwowie, gdzie grał do 1912, zdobywając sławę jednego z najwybitniejszych aktorów modernistycznych, m.in. dzięki rolom Oswalda w Upiorach H. Ibsena (1907) i Hamleta (1907).
Na początku XX w. zaangażował się w działalność polityczną, wstępując do Polskiej Partii Socjalno-Demokratycznej Galicji i Śląska. Wspierał rozwój pracy oświatowej wśród robotników lwowskich, aktywnie uczestnicząc w organizacji życia kulturalnego tego środowiska. W 1903 założył i prowadził amatorską grupę teatralną robotników.
W 1912 wyjechał do Krakowa, gdzie podjął pracę w Teatrze im. J. Słowackiego. W sierpniu 1914 wstąpił do Legionów Polskich, służąc w I Pułku Ułanów. Ranny w czasie ćwiczeń został wysłany na leczenie do Wiednia, gdzie występował w Teatrze Polskim. Następnie, jako oficer kulturalny, wyjeżdżał do teatrów Zagrzebia i Brna. W 1915 został zwolniony z wojska i powrócił do kraju. Do 1929 występował gościnnie w wielu teatrach warszawskich (Letnim, Małym, Rozmaitości, Polskim i Narodowym), z żadnym nie wiążąc się stałym kontraktem (m.in. w inscenizacjach L. Schillera: Hrabia Henryk w Nie-Boskiej Komedii Z. Krasińskiego w 1926; Lucyfer w Samuelu Zborowskim J. Słowackiego w 1927). Wyjeżdżał też grać do teatrów Krakowa, Lublina, Wilna, Białegostoku, Katowic i Poznania. W tym okresie angażował się również w życie teatralne mniejszych miejscowości. W składzie zespołów wędrownych odwiedził m.in. Częstochowę, Piotrków Trybunalski, Opoczno, Płock, Radom.
W latach 1929–1930 kierował Teatrem Miejskim w Łodzi. W 1930 ostatecznie osiedlił się w stolicy. W latach 1933–1934 był kierownikiem artystycznym Teatru Ateneum, jednocześnie podejmując próbę usamodzielnienia się. W 1931 zorganizował własny Teatr Kameralny, który prowadził do wybuchu wojny. 26 kwietnia 1934 aktor obchodził benefis 35-lecia pracy artystycznej. W ramach świętowania jubileuszu zagrał Wojewodę w Mazepie J. Słowackiego w Teatrze Narodowym. W t.r. zagrał tytułową rolę w filmie Przeor Kordecki – obrońca Częstochowy w reżyserii E. Puchalskiego.
W wyniku zajęcia Warszawy przez Niemców w 1939 został zmuszony do zamknięcia Teatru Kameralnego. W połowie 1940 otworzył przy ul. Boduena kawiarnię „Znachor”, która szybko stała się miejscem życia artystycznego okupowanej stolicy. W sierpniu 1942 aktor został aresztowany przez Gestapo i osadzony na Pawiaku. Został zwolniony z więzienia w połowie marca 1943. Bezzwłocznie zaangażował się w artystyczny ruch konspiracyjny, współpracując m.in. z Radą Teatralną. po wybuchu powstania, 15 sierpnia 1944 uczestniczył w wykonaniu Kantaty na otwarcie Teatru Narodowego pod kierownictwem L. Schillera. Po upadku powstania przedostał się do Krakowa, gdzie pozostał do końca wojny.
W 1945 przywrócił działalność Teatru Śląskiego w Katowicach, którego był pierwszym powojennym dyrektorem. Na przełomie roku 1945 i 1946 kierował Teatrem Powszechnym Domu Żołnierza w Krakowie, a w latach 1948–1950 Teatrem Powszechnym w Łodzi. Od 1950 był związany na stałe z Teatrem Polskim w Warszawie (m.in. prof. Sonnenbruch w Niemcach L. Kruczkowskiego w 1949). W t.r. obchodził 55-lecie pracy aktorskiej, które świętował w Warszawie i Łodzi.
W grudniu 1948, jako członek PPS, poparł „zjednoczenie” polskich ugrupowań socjalistycznych i wstąpił do PZPR.
Jako aktor pracował do śmierci w 1958. Został pochowany w Alei Zasłużonych na cmentarzu Wojskowym na Powązkach w Warszawie (kwatera A 26-tuje-4).

## Życie prywatne
Był trzykrotnie żonaty. Wszystkie trzy małżonki były aktorkami. Pierwszą została Aniela Połęcka. Następnie ożenił się z Janiną Nosarzewską, z którą później się rozwiódł. 2 lipca 1936 w kościele ewangelicko-reformowanym w Warszawie zawarł związek małżeński z Ireną Grywińską. Jego synem był malarz Lucjan.
Aktor spisywał wspomnienia i inne tworzył notatki z życia prywatnego oraz bogatej działalności teatralnej i publicznej. Rękopisy były prowadzone w sposób sugerujący chęć autora, żeby zostały opublikowane. Stało się to po jego śmierci w 1960, otrzymując tytuł Wspominki.

## Spektakle teatralne

### Role
| Radom - 1894 – Odludki i poeta jako Edwin - 1900 – Baśń Nocy Świętojańskiej jako Doktór - 1900 – Odludki i poeta jako Czesław - 1900 – Nasi najserdeczniejsi jako Maurycy - 1900 – Dla szczęścia jako Mlicki - 1900 – Ksenia jako Dimo Anthimos - 1900 – Czerwona toga jako Ardeuil - 1901 – Pan Alfons jako Oktaw - 1901 – Sobótki jako Jerzy v. Hartwig - 1901 – Spuścizna jako Hugo - 1901 – Wesele jako Poeta - 1901 – Warszawianka jako młody oficer - 1901 – Na jedną kartę jako Karol hrabia Drahomir - 1901 – Łapownicy jako Aleksander Żadow - 1901 – Popiel i Piast jako Metody - 1901 – Bajka jako Robert Well - 1902 – Złote runo jako Zygmunt Przecławski - 1902 – Zagadka jako Vivarce - 1902 – Bracia Lerche jako Juliusz Poraj - 1902 – Życie publiczne jako Martin - 1902 – Ruy Blas jako Ruy Blas - 1902 – Na marne jako Adam - 1902 – Urzędowazona jako Obcy mężczyzna - 1902 – Zimowa opowieść jako Dworzanin Leontesa - 1902 – Nasze szwaczki jako Andrzej - 1902 – Wieczór Trzech Króli jako Orsino - 1902 – Nierówna miara jako Goński - 1902 – Horsztyński jako Szczęsny - 1902 – Miss Hobbs jako Wolf Kingsearl - 1902 – Intryga i miłość jako Ferdynand - 1902 – Azja Tuhaj-Beyowicz jako Adam - 1902 – Krzyżacy jako Janusz książę Mazowiecki - 1902 – Jeden dzień jako Henryk - 1902 – Śpiący rycerze jako Ziemiec - 1902 – Miarka za miarkę jako Wincencio - 1902 – Manowcami jako Cyryl - 1903 – Dom wariatów jako Alfred Klapson - 1903 – Tamten jako Kazimierz - 1903 – Dyktator jako Bohdan - 1903 – Kobieta ze sztyletem jako Leonard - 1903 – Na zawsze jako Obcy - 1903 – Złocienie jako Henryk hrabia Radoszewski - 1903 – Stary mąż jako Stanisław Janikowski - 1903 – W noc lipcową jako Paweł Maroński - 1903 – Niebezpieczeństwo jako Freydieres - 1903 – Nasi dekadenci jako Zdzisław Komorowicki - 1903 – Wianek mirtowy jako Władysław - 1903 – Sybir jako Zosiej Grygoriewicz Aniuszkin - 1903 – Kasztelanka jako Andrzej Jossan - 1903 – Gwiazda Syberii jako Zdzisław - 1903 – Papla jako Valantin |  | - 1903 – Paweł Lange i Tora Parsberg jako Rienne - 1903 – Zmartwychwstanie jako Kniaź Dmitrij Niechludow - 1903 – Dzika kaczka jako Gregor Werle - 1903 – Śnieg jako Tadeusz - 1903 – Serdeczne dzieje jako Fabrycio Arcieri - 1903 – Safanduły jako Marceli Cavalier - 1904 – Interes interesem jako Lucjan Garraud - 1904 – Faust jako doktor Faust - 1904 – Antonina Sabrier jako Rene Dangenne - 1904 – Poniedziałek karnawałowy jako Hans Rudorff - 1904 – Eros i Psyche jako Eros; Stanisław - 1904 – Dzieci Waniuszyna jako Konstanty - 1904 – Nieporozumienie jako Korski - 1904 – Doktor Rentlow jako Stanisław Stanowski - 1904 – Tęcza jako Ksawery Barcicki - 1904 – Wszystko dobre, co się dobrze kończy jako Bertram - 1904 – Labirynt jako Maks de Pogis - 1904 – Anonimy jako Henryk Lacreusette - 1904 – Capstrzyk jako Von Hoven - 1904 – Nitka jedwabiu jako Jonatan - 1904 – Konfederaci barscy jako De Choisy - 1904 – Lekkomyślna siostra jako Olszewski - 1904 – Tkacze jako Becker - 1904 – Wesele Sobeidy jako Bogaty kupiec - 1904 – Zaszumi las jako Leon Morski - 1904 – Betlejem polskie jako Ułan z roku 1831 - 1905 – Zaczarowane koło jako Jasiek - 1905 – Cień jako Aleksander - 1905 – Ponad siły jako Holger - 1905 – Ijola jako Arno - 1905 – Ryszard III jako Georgius, książę Clarencji - 1905 – Majster jako Franciszek hrabia Vanin - 1905 – Ksiądz Marek jako Kazimierz Pułaski - 1905 – Figurantka jako Henryk de Renneval - 1905 – Mieszczanie jako Nil - 1905 – Na dnie jako baron - 1905 – W jaskini lwa jako Gaston Chalindrey - 1905 – Medor jako Bondaine - 1905 – Weseli małżonkowie jako Barintin - 1905 – Moloch jako Zbigniew - 1905 – Karykatury jako Antoni Relski - 1905 – Macierzyństwo jako Markiz Alfred di Montefranco - 1905 – Birbant jako Jack Worthing - 1905 – Mały Eyolf jako Alfred Almers - 1905 – Żydzi jako Nachman - 1905 – Przeor paulinów jako Adolf Muller - 1905 – Gioconda jako Lucio Settala - 1906 – Gra jako Kazimierz; Roman Ślarski - 1906 – Wujaszek Wania jako Michał Astrow - 1906 – Ku miłości jako Jacek Martel - 1906 – Złodziej jako hrabia Karol Czarski - 1906 – Piękna Marsylianka jako Crisency - 1906 – Dobrodziej złodziei jako Avril - 1906 – Odwieczna baśń jako Król - 1906 – Milczenie jako Marek Kryszna |

#### Inne teatry
Teatr Miejski im. Słowackiego, Kraków
- 1908 – Źródełko jako Stefan
- 1911 – Aglawena i Selisetta jako Meleander (reż. Marian Jednowski)
- 1921 – Hamlet jako Hamlet (reż. M. Jednowski)

Teatr im. Bogusławskiego, Warszawa
- 1926 – Róża jako Czarowic (reż. Leon Schiller)
- 1926 – Nie-Boska komedia jako mąż (reż. L. Schiller)

Teatr Polski, Warszawa
- 1928 – Człowiek i nadczłowiek jako don Juan Tenorio, John Tanner (reż. L. Schiller)

Teatr Narodowy, Warszawa
- 1933 – Obiad o ósmej jako Larry Renauld (reż. Karol Borowski)

Teatr Kameralny, Warszawa
- 1935 –  Budowniczy Solness jako Solness (reż. Karol Adwentowicz)

Teatr Miejski im. Wyspiańskiego, Katowice
- 1945 – Zemsta jako Cześnik (reż. Wilam Horzyca)
- 1945 – Lompa jako Józef Lompa (reż. Stanisław Kwaskowski)

Teatr Powszechny im. Żołnierza Polskiego, Kraków
- 1945 – Burmistrz Stylmondu jako Cyryl Van Belle (reż. Emil Chaberski)
- 1946 – Dwa teatry jako dyrektor teatru (reż. Irena Grywińska)
- 1946 – Tajemnica lekarska jako profesor (reż. I. Grywińska)

Teatr Polski, Bielsko-Cieszyn
- 1947 – W małym domku jako doktor (reż. K. Adwentowicz)

Teatr Wojska Polskiego, Łódź
- 1947 – Burza jako Prospero (reż. L. Schiller)

Teatr Powszechny, Łódź
- 1948 – Lisie gniazdo jako Horacy Gidens (reż. K. Adwentowicz)
- 1948 – Madzieja jako Kobus (reż. K. Borowski)
- 1949 – Klub kawalerów jako Sobieniewski (reż. K. Adwentowicz)
- 1949 – Dwa teatry jako dyrektor (reż. I. Grywińska)
- 1949 – Przełom jako Komendant Krążownika „Aurora” (reż. K. Adwentowicz)
- 1950 – Niemcy jako profesor Sonnenbruch (reż. I. Grywińska)

Teatr Polski, Warszawa
- 1953 – Horsztyński jako Ksawery Horsztyński (reż. Edmund Wierciński)
- 1955 – Lorenzaccio jako Filip Strozzi (reż. E. Wierciński)

Teatr Ludowy, Warszawa
- 1957 – Upiory jako pastor Manders (reż. K. Adwentowicz)

### Inscenizacje
- 1946 – Ojciec – Teatr Powszechny im.Żołnierza Polskiego w Krakowie, potem – Teatr Miejski im. Jaracza Olsztyn
- 1947 – W małym domku – Teatr Polski, Bielsko-Cieszyn
- 1948 – Lisie gniazdo – Teatr Studio w Warszawie, potem Teatr Powszechny w Łodzi
- 1949 – Klub kawalerów – Teatr Powszechny w Łodzi
- 1949 – Przełom – Teatr Powszechny w Łodzi
- 1957 – Upiory – Teatr Ludowy w Warszawie

## Filmografia
- 1912 – Pomszczona krzywda
- 1934 – Przeor Kordecki – obrońca Częstochowy jako Aleksander Kordecki

## Ordery i odznaczenia
- Order Sztandaru Pracy I klasy (22 lipca 1949)[5]
- Krzyż Komandorski z Gwiazdą Orderu Odrodzenia Polski (15 lutego 1950)[6]
- Krzyż Niepodległości (9 listopada 1931)[7]
- Krzyż Oficerski Orderu Odrodzenia Polski (11 listopada 1934)[8]
- Złoty Krzyż Zasługi (trzykrotnie: 9 listopada 1931[9], 15 czerwca 1946[10], 13 listopada 1953[11])
- Medal 10-lecia Polski Ludowej (19 stycznia 1955)[12]
- Złoty Wawrzyn Akademicki (7 listopada 1936)[13]

## Nagrody
- Nagroda Spółdzielni Wydawniczej „Czytelnik” za rolę Prospera w spektaklu Burza w Teatrze Wojska Polskiego w Łodzi (1947)
- Nagroda (150 000 zł) na Festiwalu Sztuk Radzieckich i Rosyjskich (1949)
- Nagroda Państwowa I stopnia za całość artystycznej działalności teatralnej (1955)[14]

## Upamiętnienie
Od 1970 był patronem ulicy w Krakowie (Podgórzu), zmienionej w 1975 na Obrońców Tobruku. Jego nazwiskiem nazwano także ulice w Łodzi (os. Widzew), Katowicach (od 1972, os. Stara Ligota), Radomiu i Tarnowie. 